# Bactrocera pallida
Bactrocera pallida
 es una especie de insecto díptero que Perkins y May describieron científicamente por primera vez en 1949. Esta especie pertenece al género Bactrocera de la familia Tephritidae. 